# Világbank

A Világbank (World Bank) Washingtonban székelő pénzügyi intézmény, amelyet 1945. december 27-én, a Bretton Woods-i egyezmények aláírása után alapítottak. A Világbank elnevezést a Nemzetközi Újjáépítési és Fejlesztési Bank (IBRD), valamint a Nemzetközi Fejlesztési Társulás (IDA) jelölésére használják.
A Világbank-csoport (World Bank Group) további három intézményt számlál: Nemzetközi Pénzügyi Társaságot (IFC), a Nemzetközi Beruházásbiztosítási Ügynökséget (MIGA) és a Beruházási Viták Rendezésének Nemzetközi Központját (ICSID). Fő céljai közt szerepel a szegénység mértékének csökkentése, illetve hitelek biztosítása a fejlődő országok számára.

## Intézményei
- Nemzetközi Újjáépítési és Fejlesztési Bank (International Bank for Reconstruction and Development - IBRD)
- Nemzetközi Pénzügyi Társaság (International Finance Corporation - IFC)

1956-ban jött létre. Beruházási programokat készít elő, illetve pénzügyi tervének kidolgozásában vesz részt. Gyártási ismereteket ad át. Tanácsadói tevékenységet folytat. Támogatja a vegyesvállalatok létesítését. Csak jövedelmező vállalkozásokat finanszíroz.
- Nemzetközi Fejlesztési Társulás (International Development Association - IDA)

1960-ban kezdte meg működését. A legrászorultabb fejlődő és átalakuló országoknak kölcsönöz.
- Beruházási Viták Rendezésének Nemzetközi Központja (International Centre for Settlement of Investment Disputes - ICSID)
- Nemzetközi Beruházásbiztosítási Ügynökség (Multilateral Investment Guarantee Agency - MIGA)

1988-ban kezdte működését. Értékpapír jellegű kölcsönökre, közvetlen beruházásokra is kiterjednek. Új beruházások mellett a meglévőek bővítésére is nyújt biztosítást.
A „Világbank” megjelölésre az IBRD-re és az IDA-ra együttesen utal.
Ezen szervezetek közös egymással összefüggő célkitűzése, hogy hitelezési, konzultációs, valamint tőkeáramlást elősegítő tevékenységén keresztül elősegítsék a kevésbé fejlett gazdasági országokban a növekedést.

## Tevékenysége az1990-es években

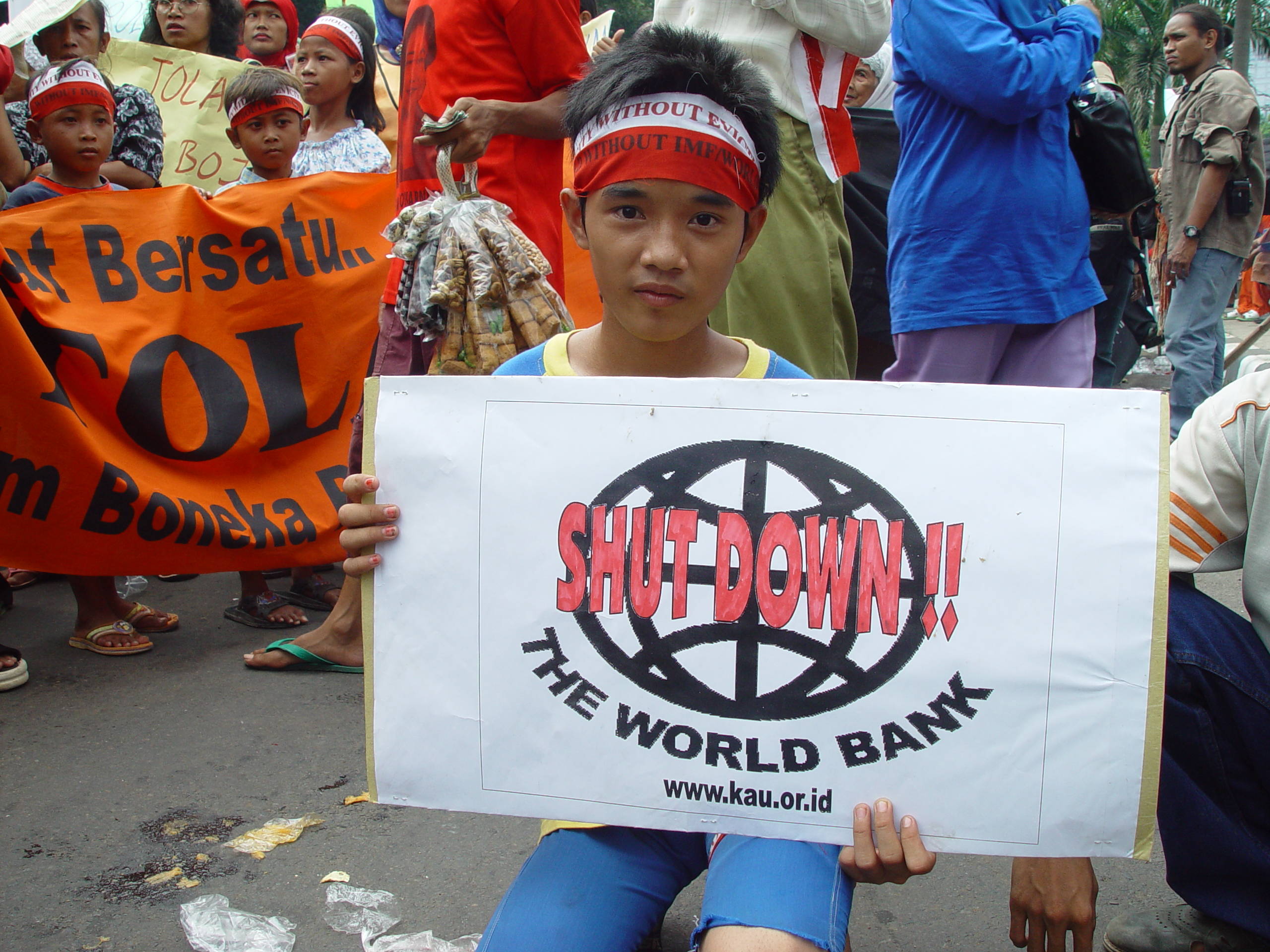
Világbank ellen tiltakozó Jakartában

- 1991: A Világbank nem támogatta a mexikói San Juan Tetelcingo-gát megépítését, mivel a nemzeti kormány a lakossági tiltakozások nyomására visszavonta a projektet. Az építkezés 28.000 bennszülött áttelepítésével és egy jelentős, Kr. e. 1400-ból származó régészeti lelőhely elárasztásával járt volna.
- 1991: A Világbank – a nyilvános tiltakozások ellenére – megkezdi a hitelfolyósítást Thaiföldnek a Pak Mun-gáthoz, amely gyengíti a Mekong folyó ökológiai rendszerét. Az ellenállás a mai napig is tart; a helybéli érintettek kártérítést és a károk helyreállítását követelik a Világbanktól.
- 1993: A Világbank Belső Értékelése a projektek 37%-át saját pénzügyi követelményszintjéhez mérten elégtelennek ítéli. Más belső jelentések bevallják, hogy több, mint 2 millió embert kellett erőszakkal áttelepíteni, csak hogy a Világbank finanszírozta projekteket végre tudják hajtani.
- 1993: Kína 3,17 milliárd dollárnyi kölcsönnel egy év alatt a Világbank egyik legnagyobb hitelfelvevőjévé válik, míg továbbra is sárba tiporják az emberi jogokat.
- 1994: A Világbank jóváhagy egy 44 millió dolláros kölcsönt Fehéroroszországnak a faexport támogatására, bár a kormány környezetvédelmi stratégiájának megalkotása 1997-ig nem várható. A fehérorosz erdők kb. 20%-a a csernobili robbanás után kiterjedt atomfelhő által szennyezett területen található, így a radioaktív fűrészpor veszélyeztetheti a munkások egészségét.

A Világbank alapszabálya IV. cikkelyének 10. §.-a kimondja: „A Világbank és tisztviselői nem avatkoznak bele egyetlen tagország politikai ügyeibe sem; döntéseikben nem befolyásolja őket a tag vagy tagok politikai természete. Döntéseiket kizárólag gazdasági szempontok alapján hozzák meg, és e megfontolásokat részrehajlás nélkül mérlegelni fogják annak érdekében, hogy az I. cikkelyben megfogalmazott (a bank által kidolgozott) célokat elérjék.”
A Világbank nem volt hajlandó kölcsönt nyújtani a II. világháború után Franciaországnak mindaddig, amíg a kormánynak kommunista tagjai is voltak. Egy nappal azután viszont, hogy a kommunista miniszterek 1947 májusában kiléptek a kormányból, Franciaország megkapta a kölcsönt, melyet addig hiába kért.
AZ UNDP által közzétett Jelentés az emberiség fejlődéséről a világban (World Report on Human Development, 1994-es kiadás) szerzője szerint: "De a retorikához képest a valóság egészen más arcát mutatja, amint azt a demokratikus és az autoriter rezsimeknek nyújtott egy főre jutó támogatás összege igazolja. Tény, hogy az 1980-as években az Egyesült Államok perverz viszonyba állította az egyes államoknak adott segélyt és az emberi jogok helyzetét. Szemmel láthatólag a többi adományozót sem zavarták etikai megfontolások. Észrevehető, hogy előnyben részesítik a hadi törvényeket alkalmazó rezsimeket, s ezzel csöndben elismerik, hogy szerintük az ilyen rendszerek biztosítják a politikai stabilitást, és javítják a gazdasági irányítást. Miután Banglades és a Fülöp-szigetek visszatért a polgári törvénykezéshez, a Világbank által nyújtott segélyekből kisebb arányban részesültek."

## A Világbank elnökei
| Időszak                             | Név                  | Megjegyzés   |
| ----------------------------------- | -------------------- | ------------ |
| 1946. június–1946 december          | Eugene Meyer         |              |
| 1947. március–1949 június           | John J. McCloy       |              |
| 1949–1963                           | Eugene R. Black      |              |
| 1963. január – 1968. március        | George D. Woods      |              |
| 1968. április–1981 június           | Robert S. McNamara   |              |
| 1981. július–1986 június            | Alden W. Clausen     |              |
| 1986. július–1991 augusztus         | Barber B. Conable    |              |
| 1991. szeptember–1995 május         | Lewis T. Preston     |              |
| 1995. május–2005 június             | James D. Wolfensohn  |              |
| 2005. június- 2007 június           | Paul Wolfowitz       |              |
| 2007 július- 2012 április           | Robert Zoellick      |              |
| 2012. április – 2019. február 1.    | Jim Yong Kim         |              |
| 2019. február 1. – 2019. április 8. | Kristalina Georgieva | Ideiglenesen |
| 2019. április 9. – 2023. június 1.  | David Malpass        |              |
| 2023. június 2. –                   | Ajay Banga           |              |